# Сивенький Роман Павлович
Роман Павлович Сиве́нький (4 січня 1946, Мшана — 20 вересня 2005) — український архітектор. 1971 року закінчив Львівський політехнічний інститут. Працював головним архітектором в інституті «Львівтранспроект». Голова Львівської організації Спілки архітекторів України. Захоплювався пейзажним живописом.
Споруди у Львові
- Лабораторний корпус львівської залізниці на вулиці Листопадового чину, 22 (1978).[5]
- Школа на 1600 учнів в мікрорайоні на вулиці Низинній.[6]
- Житловий будинок на вулиці Огієнка, 4.[7]
- Церква Покрови Пресвятої Богородиці ПЦУ на вулиці Сяйво (1991—1996).[8]
- Пам'ятник жертвам комуністичних злочинів на площі Шашкевича у Львові (1997, скульптор Петро Штаєр).[9]
- Церква святого Георгія ПЦУ на вулиці Чернівецькій (1995—1998).[8]
- Церква святих мучеників Бориса і Гліба на вулиці Стрийській (1998—2005).[8]

В інших населених пунктах
- Залізничний вокзал у Моршині (1981).
- Терапевтичний корпус із водолікарнею у Стрию (1982).
- Залізничний вокзал у Трускавці (1987, пізніше реконструйований).[10]
- Залізничний вокзал у Хусті (1990).
- Церква в селі Зубра під Львовом. Збудована у 1988—1995 роках, стилістично тяжіє до українського бароко.[8]
- Монумент «Вознесіння» в Івано-Франківську (2001, скульптор Петро Штаєр).[11]
- Церква святого Георгія перед Південним вокзалом станції Київ-Пасажирський. Збудована в 1998—2001 роках. Стилістично наближена до давньоруських храмів.
- Залізничний вокзал у Кременчуці.[2]
- Залізничний вокзал у Липецьку.[2]
- Залізничний вокзал у Старому Осколі.[2]

Церква Покрови Пресвятої Богородиці у Львові
Пам'ятник жертвам комуністичних злочинів у Львові
Церква Бориса і Гліба. Вулиця Стрийська, Львів
Фрагмент інтер'єру церкви Бориса і Гліба. Вулиця Стрийська, Львів